# 콘라트 헨라인

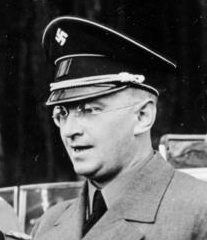
콘라트 헨라인

콘라트 헨라인(독일어: Konrad Henlein, 1898년 5월 6일 ~ 1945년 5월 10일)은 주데텐란트 독일인의 지도자다. 주데텐 독일인당의 지도자로 당을 잘 이끌어 체코 의회의 제2당으로 만들었다. 1938년에는 히틀러를 만나 주데텐 자치를 요구했고, 주데텐 자치를 위해 봉기를 일으켰다가 실패해 독일로 도피하였다. 뮌헨 협정 이후 독일이 임명하는 행정관으로 활동했다.